# Współczynnik fałszywych odkryć
Współczynnik fałszywych odkryć, FDR (ang. false discovery rate) − procedura statystyczna będąca jedną z miar błędów testowania, obliczana i kontrolowana w ramach wykonywania porównań wielokrotnych. FDR został zaproponowany  dwóch izraelskich statystyków Jo’awa Benjaminiego oraz Yosefa Hochberga w artykule z 1995 r. pt. Controlling the false discovery rate: A practical and powerful approach to multiple testing. Występujące w nazwie procedury pojęcie "fałszywych odkryć" odnosi się do możliwości popełnienia błędu I rodzaju, a więc na odrzuceniu hipotezy zerowej, która w rzeczywistości nie jest fałszywa. Skutkuje to oczywiście akceptacją hipotezy alternatywnej, co oczywiście wywołuje u badaczy i później u odbiorców badań mylne przekonanie o tym, że dokonano "odkrycia" naukowego.
Kontrola FDR polega na tym, że wartość oczekiwana proporcji błędnych odrzuceń pośród wszystkich odrzuceń hipotez zerowych pozostaje kontrolowana na odgórnie ustalonym poziomie.
Współczynnik fałszywych odkryć może być kontrolowany za pomocą następujących procedur statystycznych:
- procedura Benjaminiego-Hochberga
- procedura Benjaminiego-Yekuteliego

Współczynnikiem podobnym do współczynnik fałszywych odkryć jest FWER (ang. family-wise error rate).